# Thriller (genre)
Een thriller (afgeleid van het Engelse to thrill, in vervoering brengen) is een spannend verhaal waarin de nadruk ligt op spanning en gevaar. Het doel is de lezer of toeschouwer voortdurend in spanning te houden. Een thriller kan een roman zijn, een film of een toneelstuk.

## Kenmerken
Een thriller draait vaak uit op een climax met een confrontatie tussen de held en de schurk, waarbij het leven van de held in gevaar komt maar de held uiteindelijk wint. Bij een misdaadthriller ligt het onderscheid met een whodunit erin dat de schurk al vóór de ontknoping bekend is. Tussen thrillers en whodunits bestaat wel een overlapping, met name in de harde detectiveromans (het hard-boiled-type) van Dashiell Hammett en Raymond Chandler.
Een thriller wordt gekenmerkt door een hoog verteltempo en het opdrijven van de spanning. Technieken die hiervoor gebruikt worden, zijn de cliffhanger, de red herring, de verrassende wending en mysterieuze elementen. Dramatische ironie houdt in dat de toeschouwer meer weet dan het personage. Wanneer er bijvoorbeeld een tijdbom onder tafel ligt, zou hij het personage willen waarschuwen voor het dreigende gevaar.
Het hoofdpersonage is een held(in) die het gevaar trotseert. Deze held kan een gewone burger zijn die toevallig bij het verhaal betrokken raakt, bijvoorbeeld als onterecht verdachte of als vriend of familielid van een slachtoffer. Of hij kan beroepsmatig bij het verhaal betrokken raken, bijvoorbeeld als privédetective, rechercheur, patholoog-anatoom of geheim agent.
De booswicht (antagonist) is iemand die een grote misdaad beraamt of al een misdaad gepleegd heeft. Hij kan grootschalige plannen hebben die verijdeld moeten worden. Hij kan een vijandige spion zijn die plannen naar het buitenland wil smokkelen of een seriemoordenaar die een volgende slachtoffer op het oog heeft. Hij kan bijgestaan worden door handlangers en het hoofd zijn van een geheime organisatie. De 'booswicht' kan ook een meer abstract karakter hebben, bijvoorbeeld een uit een laboratorium ontsnapt virus.
Vaak zit er ook een romantische verhaallijn in verwerkt. Als de held een man is, kan hij een mooie vrouw ontmoeten met wie hij een halfslachtige relatie begint. Soms kan deze vrouw zich echter ontpoppen tot femme fatale.
Soms wordt het verhaal verteld uit het standpunt van de dader(s), bijvoorbeeld een vrouw die samen met haar minnaar haar echtgenoot uit de weg wil ruimen. Dit is het geval in de films noirs The Postman Always Rings Twice en Double Indemnity, twee verfilmde romans van James M. Cain. De bedoeling hiervan is dat de lezer of kijker gaat meeleven en meedenken met de misdadiger.
Het verhaal speelt zich dikwijls af op een exotische locatie of in een gevaarlijke wijk van een Amerikaanse grootstad.

### Geschiedenis
Spannende verhalen zijn er altijd al geweest, maar de eigenlijke thriller ontstond in het begin van de twintigste eeuw. Rechtstreekse voorlopers waren avonturenromans als The Prisoner of Zenda (1894) van Anthony Hope en The Scarlet Pimpernel (1905) van Barones Orczy. Ook de 18e- en 19e-eeuwse gothic novels waren voorlopers van de moderne thriller.
Volgens Ken Follett was de spionageroman The Riddle in the Sands (1903) van Erskine Childers de eerste echte thriller. Een ander vroeg voorbeeld is The Thirty-Nine Steps (1915) van John Buchan, een Schot die luitenant was bij het Intelligence Corps.
Graham Greene schreef thrillers als Brighton Rock en The Quiet American. In 1953 introduceerde Ian Fleming geheim agent James Bond. Daarna zorgden auteurs als James Ellroy, Patricia Cornwell en Nicci French voor een groeiende populariteit van het genre.
Na 2000 verschenen in Nederland spannende boeken onder de benaming "literaire thriller". Over de literaire waarde hiervan zijn de meningen verdeeld. Connie Palmen uitte felle kritiek op auteurs als Saskia Noort en zei op het Boekenbal: "Scheer je weg uit het land van de literatuur, nietsnutten! Donder op!"

## Film
Bijna alle films van Alfred Hitchcock zijn thrillers. Hij kreeg als bijnaam "the master of suspense". Zijn stomme film The Lodger: A Story of the London Fog uit 1927 kan als de eerste filmthriller beschouwd worden. Hij maakte spionagethrillers als The 39 Steps, politieke thrillers als The Man Who Knew Too Much en psychologische thrillers als Spellbound, Vertigo en Psycho. In films als Young and Innocent, North by Northwest en Frenzy maakte hij gebruik van de dubbele achtervolging: een onschuldige verdachte wordt achternagezeten door de politie terwijl hij zelf de echte dader op probeert te sporen.
Een andere grondlegger was Fritz Lang, wiens M – Eine Stadt sucht einen Mörder in 1931 verscheen.
Veel titels uit de filmnoirperiode kunnen ook als thriller beschouwd worden, vb. Double Indemnity (1944) en The Postman Always Rings Twice (1946).
In 1962 verscheen de eerste James Bondfilm Dr. No, het begin van een beroemde reeks spionagethrillers.
Andere voorbeelden van filmthrillers zijn:
- The French Connection
- The Day of the Jackal
- The Parallax View
- Body Heat
- Blue Velvet
- Fatal Attraction
- The Silence of the Lambs
- The Usual Suspects
- Single White Female
- Basic Instinct
- The Fugitive
- The Firm
- L.A. Confidential
- The Black Dahlia
- Amsterdamned
- De zaak Alzheimer

## Subgenres
- Een spionagethriller heeft een geheim agent als hoofdpersonage. Het verhaal speelt zich vaak af op een exotische locatie. Bekende schrijvers zijn John Buchan, Ian Fleming en John le Carré. De James Bondfilms zijn spionagethrillers.
- Een technothriller is meestal verwant aan de spionagethriller, maar met de klemtoon op technologie. The Hunt for Red October wordt soms een technothriller genoemd, maar ook een Bondfilm als Moonraker komt in aanmerking.
- Een politieke thriller gaat over de strijd om politieke macht of corruptie in de politiek. In films als The Man Who Knew Too Much en The Day of the Jackal moet een aanslag op een hooggeplaatst politicus verijdeld worden.
- De paranoiathriller overlapt sterk met de politieke thriller, maar draait rond het ontmaskeren van een samenzwering, zoals in The Manchurian Candidate.
- In een psychologische thriller draait het minder om achtervolgingen en gevechten dan om wat er zich in het hoofd van de personages afspeelt. Veel Hitchcockfilms zijn beïnvloed door ideeën van Sigmund Freud en andere psychologen, bijvoorbeeld Spellbound, Psycho en Marnie. Een bekende schrijver binnen dit genre is Nicci French.
- In een actiethriller ligt de nadruk op gevechten, achtervolgingen, explosies en stuntwerk. Een voorbeeld is Die Hard. De Jack Reacher serie van Lee Child zijn ook actiethrillers.
- Een medische thriller speelt zich gewoonlijk in een ziekenhuis af. Het genre werd in 1977 geïntroduceerd door Robin Cook met zijn roman Coma.
- Een juridische thriller focust op het rechtssysteem en kan zich deels in een rechtbank afspelen. John Grisham schreef juridische thrillers als The Firm, The Pelican Brief en The Client.
- Een politiethriller kan behalve misdaadbestrijding ook de machtsstrijd en corruptie bij de politie als thema hebben. De bekendste schrijver is James Ellroy, wiens The Black Dahlia en L.A. Confidential verfilmd werden.
- Een financiële thriller draait rond frauduleuze praktijken als het witwassen van geld en het vervalsen van de boekhouding. Sommige boeken van Joseph Finder kunnen hierbij gerekend worden.
- De erotische thriller is een genre waarin expliciete naaktscènes verwerkt zitten. Het begon in de jaren 80 met films als Body Heat en Fatal Attraction, en ging verder in de jaren 90 met Basic Instinct en Single White Female. Vaak zijn dit neonoirfilms waarbij het vrouwelijke hoofdpersonage al dan niet een femme fatale is.
- Een esoterische thriller draait rond religieuze mysteries en gnosticisme. Dan Brown maakte dit genre populair met De Da Vincicode.
- Een misdaadroman gebaseerd op waargebeurde feiten wordt weleens een factionthriller genoemd. In 1966 verscheen in dit genre In Cold Blood van Truman Capote.